# Coin Master
Coin Master – darmowa gra na urządzenia mobilne stworzona przez izraelskie studio Moon Active. Została udostępniona w 2015 roku. Według informacji ze strony Google Play gra została pobrana ponad 100 mln razy.
Coin Master to najlepiej zarabiająca gra mobilna w Wielkiej Brytanii (od lutego 2019) i Niemczech (od czerwca 2019).

## Rozgrywka
Celem Coin Master jest zdobywanie monet do ulepszania przedmiotów w celu budowania wiosek.
Aby zbudować własne wioski w grze lub zaatakować wioski innych graczy, użytkownicy muszą wygrywać nagrody na maszynach losujących. W Coin Master, by zakręcić maszyną, potrzebna jest waluta zwana „spinami”. Gra przekazuje darmowe spiny za pośrednictwem linków na swoich kanałach społecznościowych. Istnieje również wiele stron internetowych i stron trzecich, które zbierają te linki, aby ułatwić graczom odebranie wszystkich darmowych nagród.
Gracze przechodzą do następnej wioski po zbudowaniu całej wioski na danym poziomie. Poziomy stają się coraz trudniejsze i droższe. Od grudnia 2022 roku w Coin Master są 472 wioski.
Monety są używane do naprawy i budowy wioski gracza, aby osiągnąć następny poziom. Użytkownicy mogą zdobywać monety poprzez najazdy na inne wioski, nagrody, korzystanie z automatu i wydarzenia.